# Spike Spiegel
(Spike Spiegel, raccontando la propria vita sotto forma di favola.)
Spike Spiegel (スパイク・スピーゲル?, Supigeru Supaiku) è il protagonista dell'anime Cowboy Bebop dell'autore Shinichirō Watanabe, doppiato in giapponese da Kōichi Yamadera, e in italiano da Massimo De Ambrosis.
Spike è un membro dell'equipaggio del Bebop, e così come i suoi compagni è un cacciatore di taglie. Ha ventisette anni e un passato da criminale nel Red Dragon Crime Syndicate, che ha in seguito lasciato inscenando la propria morte.

## Caratteristiche

### Personalità
Spike è di carattere indolente, svogliato, indifferente e pigro: difatti passa la grande maggioranza del tempo sul Bebop a oziare, guardare la TV o dormire. In poche rare occasioni lo si è visto anche leggere o allenarsi nel Jeet Kune Do, arte marziale che pratica con maestria, essendo tra l'altro un appassionato di film di Bruce Lee. È un fumatore incallito, mostrato con una sigaretta in bocca praticamente in ogni inquadratura (le pessime condizioni in cui sono rappresentate le sue sigarette ricordano quelle di Daisuke Jigen).
Sebbene raramente sia mostrato alterato, Spike ha una scarsa pazienza: afferma infatti più volte di odiare profondamente i cani, i bambini e le donne, per cui sarà tutt'altro che felice nel momento in cui il destino porterà sul Bebop un nuovo membro per ognuna delle tre categorie. Dichiara inoltre di nutrire antipatia anche per i gatti. Di rado si è visto Spike entusiasta per qualcosa, e ancora meno di frequente ha dichiarato di apprezzare qualcosa.
Si comporta generalmente in maniera flemmatica, e cammina in modo ciondolante, quasi come se fosse sonnambulo. Appare tormentato dai fantasmi del passato, e ha frequenti incubi riguardanti la sua vita nel Red Dragon. Avendo inscenato la sua finta morte tre anni prima dell'inizio della serie, ed essedosi separato da Julia, l'unica donna che abbia mai amato; si considera già morto una volta e, perciò, non dimostra minimamente di temere la possibilità di essere ucciso, comportandosi spesso come se sfidasse la morte, così da dimostrare di essere ancora vivo. Tuttavia in un dialogo con Faye ammette di non voler morire poiché "gli seccherebbe".
In seguito all'impianto di un occhio artificiale, afferma che con l'occhio sinistro, quello vero, registra il presente, mentre con il destro, l'occhio sintetico, guarda al passato, rendendo così il passato indelebile nella sua mente, non permettendogli di liberarsene o di dimenticare. Nonostante ciò è tuttavia solito spronare gli altri a lasciarsi alle spalle il passato in quanto "non importante".
Sebbene gli si faccia spesso riferimento come "cowboy" nella sua accezione quasi eroica, la sua immagine è ben lontana dall'idea di un giustiziere, e al contrario presenta caratteristiche tipicamente da antieroe: non agisce mai per difendere qualcuno ma solamente per interesse, e spesso deve essere spronato per mettersi di impegno in una caccia quando la considera poco entusiasmante, ha un senso dell'umorismo tagliente e piuttosto cinico, quando insegue una taglia si butta a capofitto nell'azione incurante dei danni provocati a persone ed edifici, e non si fa il minimo scrupolo morale all'idea di dover uccidere qualcuno. Non sono poche tuttavia le occasioni in cui, nonostante il suo proverbiale disinteresse verso gli altri, abbia dimostrato una certa comprensione per le persone coinvolte nei suoi casi, e perfino per coloro a cui dà la caccia, dando così prova di un animo molto più profondo di quanto non vorrebbe lasciare a vedere.
Tratta Ein come fosse una sorta di cibo d'emergenza, e Ed come una palla al piede, ma nonostante non rivolga mai una sola parola d'apprezzamento a nessuno dei suoi compagni, Spike nutre un visibile affetto per ognuno di loro e spesso si mostra disposto a tutto pur di aiutarli. Questo affetto nei loro confronti è dimostrato dalla costante scelta del ragazzo di non interferire mentre essi affrontano il loro passato, nemmeno se questo comporta il dover perdere una taglia. In particolare condivide un sincero affetto fraterno con Jet, ed è lecito affermare che l'uno consideri l'altro il proprio migliore amico: infatti non sono rare le occasioni in cui li si è visti chiacchierare e brindare insieme come due vecchi amici. Sebbene spesso i due si scontrino per via dell'eccessiva caparbietà di Spike, culminando puntualmente col bando del ragazzo dal Bebop, tali litigi vengono risolti sempre in breve tempo. Jet è inoltre l'unica persona con la quale Spike si confida riguardo al suo passato.
Il suo rapporto con Faye invece è il più complesso della serie: per la maggior parte del tempo i due non fanno altro che bisticciare, ma nei momenti di pericolo Faye ha sempre dimostrato una particolare preoccupazione per Spike e vicendevolmente Spike ha mostrato una certa empatia per la situazione della donna. Faye si è inoltre sempre presa cura di Spike quando questi era ferito, sebbene mantenesse comunque un atteggiamento pungente. L'affetto tra i due è abbastanza evidente, e si è molto speculato sulla possibilità che Faye possa essere innamorata di Spike. Watanabe intervistato in proposito ha affermato: «A volte mi sono posto la domanda, "Che cosa pensa Spike di Faye?" Penso che in realtà un po'  gli piaccia. Ma lui non è una persona molto semplice quindi si assicura di non darlo a vedere». Benché, verso la fine, Spike si ricongiunga con Julia, tra loro non sembra più esserci quel legame profondo che li teneva uniti in passato.

### Aspetto
Spike è alto 6'1" ft (pari a 185 cm), pesa 155 lbs (circa 70 Kg) e il suo gruppo sanguigno è 0. Il suo occhio sinistro è castano scuro, mentre il destro, artificiale, appare più rossiccio. Ha i capelli neri, folti e ricci, il viso ovale e un fisico magro, alto e asciutto ma ben proporzionato.
Indossa sempre delle scarpe, dei pantaloni e una giacca blu, una camicia gialla dal colletto stropicciato e una cravatta nera annodata in maniera superficiale. Tiene sempre le maniche sia della camicia che della giacca rigorosamente ripiegate a metà braccio, e in alcune occasioni veste anche un impermeabile marrone chiaro. L'abbigliamento del personaggio è un chiaro riferimento a Lupin III, e in particolar modo le scarpe sono un chiaro omaggio all'opera di Monkey Punch.
Le fattezze di Spike sono modellate su quelle del defunto attore giapponese Yūsaku Matsuda, nel suo famoso ruolo del detective Shuichi Tsujiyama in Tantei Monogatari. Gli spettatori occidentali invece hanno notato una certa somiglianza, soprattutto nella postura e in generale nel suo linguaggio del corpo, con le interpretazioni di Clint Eastwood, e per l'aspetto estetico a Keanu Reeves.

## Biografia del personaggio

### Antefatti
Spike nasce il 26 giugno 2044, su Marte. Della sua famiglia non si sa quasi nulla, tranne che sua nonna è morta quando era piccolo. Alcuni indizi sul suo passato fanno presumere che sia cresciuto in uno dei quartieri malfamati del pianeta, diventando prima un teppista, poi un ladruncolo e infine un criminale affiliato al Red Dragon Crime Syndicate dove Mao Yenrai, capo dell'organizzazione, lo prende sotto la sua ala. L'associazione criminale diventa come una sorta di famiglia per il ragazzo, riuscendo, grazie alle sue abilità, a diventarne in breve tempo uno degli uomini di punta.
A causa della sua avventatezza, perde l'occhio destro in un non meglio precisato incidente, avvenuto in una missione per conto del Red Dragon, in seguito al quale gli viene impiantato un occhio artificiale.
Contemporaneamente a Spike, all'interno del Red Dragon si fa strada anche l'ambiguo Vicious, e in breve entrambi diventano possibili candidati quali successori di Mao nel ruolo di leader dell'organizzazione. Mentre Vicious è ambizioso, egoista e spietato, disposto a tutto pur di ottenere un ruolo di comando, Spike non nutre invece nessun interesse per quell'opportunità. Questa divergenza di opinioni fa nascere tra i due un grande odio reciproco, nonché una decisa rivalità. Vengono messi più volte a lavorare insieme, rafforzando in questo modo l'ostilità che li divide. Più o meno in questo periodo, Spike rimane coinvolto in una sparatoria, probabilmente non con la polizia ma con dei sicari di Vicious; riuscito a sopravvivere viene soccorso da una donna dell'organizzazione di nome Julia.
Non è chiaro cosa leghi esattamente Vicious e Julia: pare che la donna fosse in qualche modo sottomessa all'ambiguo Vicious e obbligata ad obbedirgli, anche se alcuni elementi rivelano che abbia avuto con lui legami di natura sessuale. Fu presumibilmente l'uomo a spingerla tra le braccia di Spike, probabilmente per tenerlo d'occhio, non immaginando che tra i due potesse nascere un amore autentico. Saputo di quel nuovo legame, Vicious propone a Julia di restituirle la libertà in cambio della vita di Spike. Contemporaneamente Spike inscena la sua finta morte, proponendo quindi alla ragazza di lasciare il Red Dragon e di fuggire con lui per cominciare una nuova vita. I due si danno appuntamento in un cimitero, in un giorno di pioggia. Julia però, non avendo la forza di uccidere l'uomo amato per obbedire agli ordini di Vicious, decide di scappare da sola, così che almeno uno di loro potesse salvarsi. La ragazza non si presenta così all'appuntamento al cimitero, lasciando Spike ad aspettarla invano sotto la pioggia per ore: il ragazzo deciderà infine di andarsene e di porre così dolorosamente fine al loro rapporto.
In seguito, in circostanze che non vengono narrate, conosce Jet Black, che diviene suo socio e intimo amico. I due, imbarcati sull'astronave nota come Bebop, diventano ben presto i più temuti cacciatori di taglie del sistema solare.
Nonostante il passare degli anni, il ragazzo continua, ogni volta gli si presenta l'occasione, a cercare la sua amata Julia.

### Nella serie
All'inizio della serie Jet e Spike, durante la caccia ad un rapitore di animali, si imbattono in Ein, un cane dotato di un'insospettabile intelligenza umana, che decidono di adottare come animale da compagnia. Successivamente, un'apparizione di Charlie Parker in un sogno di Jet convince l'uomo a tentare la fortuna in un casinò: qui i due cacciatori di taglie incontrano Faye Valentine, che, dopo una serie di vicissitudini, diviene il terzo membro dell'equipaggio del Bebop auto-invitandosi, contro i pareri di entrambi gli uomini, inizialmente non molto d'accordo all'idea di avere una donna a bordo, soprattutto un'opportunista come Faye. Col tempo, tuttavia, si affezionano e diventano una squadra funzionale.
Nel momento in cui Faye decide di tentare la cattura di Mao Yenrai agendo da sola, ignara che questi sia già stato ucciso da Vicious, cade in una trappola del Red Dragon, finendo per essere utilizzata da Vicious per attirare il rivale, Spike. Presentatosi all'appuntamento per lo scambio con la vita di Faye, Spike affronta prima i sicari del rivale e poi Vicious stesso. Lo scontro volge apparentemente in favore del perfido antagonista, tuttavia, prima di essere scaraventato fuori da una vetrata, Spike riesce a far detonare una bomba nella stanza in cui si trova il rivale. Il cacciatore di taglie riesce fortunosamente a salvarsi dalla caduta grazie all'aiuto dei compagni di viaggio, che lo riportano sul Bebop e gli medicano le ferite. In seguito a circostanze non chiarite, anche Vicious riesce però a sopravvivere all'esplosione.
Più avanti al terzetto si aggiunge l'eccentrica Ed. Spike riprende la routine della sua vita da cacciatore di taglie, finché un giorno Faye fugge su Callisto per paura dei sentimenti che stavano nascendo in lei verso i compagni. Nel tentativo di rintracciarla, Spike capta un messaggio proveniente da una donna di nome Julia, che tuttavia scopre essere solo il nome in codice di un'operazione di acquisto di una partita di droga da parte di Vicious, per conto del Red Dragon. Dopo un nuovo scontro con il rivale, in cui questi riesce nuovamente a fuggire, Spike torna sul Bebop, venendo riaccolto a braccia aperte da Jet, nonostante il litigio provocato dal modo in cui ha agito per inseguire il nome "Julia".
Dopo un'altra serie di avventure però, l'equipaggio si smembra poiché Ed, dopo aver brevemente rincontrato il padre, parte portando con sé Ein, mentre Faye, recuperata la memoria viene presa dallo sconforto per aver scoperto di non avere più un solo parente vivo e lascia nuovamente la nave. Abbattuti, pur senza volerlo ammettere, per le amiche perdute, Jet e Spike si recano a un bar ad affogare i dispiaceri nell'alcol, ignari che nel frattempo gli uomini del Red Dragon Crime Syndicate stiano dando la caccia a Spike. Raggiunti al bar dai sicari dell'organizzazione i due cacciatori di taglie intraprendono uno scontro a fuoco in cui Jet rimane ferito alla gamba sinistra da un proiettile. Fuggiti i due fanno ritorno sul Bebop. Spike, scoperto che gli anziani del Red Dragon hanno fermato il colpo di Stato di Vicious e in seguito hanno ordinato ai loro sicari di eliminare ogni ex-membro dell'organizzazione, contatta Faye perché torni all'astronave e si metta al sicuro, rientrata però, la ragazza lo informa, seppur con esitazione, di aver incontrato Julia, la quale le ha dato il compito di consegnare un messaggio al ragazzo, ovvero che lo avrebbe aspettato al posto stabilito anni prima: il cimitero.
Immediatamente Spike lascia il Bebop e si dirige al luogo dell'appuntamento, dove finalmente si ricongiunge con Julia. I due vengono a breve raggiunti dai sicari del Red Dragon e inseguiti fin sopra i tetti della città, qui, nonostante Spike riesca a uccidere tutti i sicari, Julia viene colpita alla schiena da un proiettile vagante e muore tra le braccia dell'uomo, chiedendogli se quanto accaduto sia solo un sogno. Spike risponde affermativamente e, dopo averla osservata morire, decide di regolare definitivamente i conti col proprio passato e con Vicious, che nel frattempo ha ucciso gli anziani ed è divenuto il nuovo capo del Red Dragon.
Contrariamente alle aspettative dei compagni, Spike si ripresenta sul Bebop, ma unicamente per accomiatarsi da loro in maniera definitiva. Il ragazzo chiede a Jet di preparargli da mangiare un'ultima volta e questi acconsente, gli racconta poi la storia della sua vita sotto forma di favola e i due amici si fanno un'ultima risata insieme, dopodiché Jet lo lascia andare incontro al suo destino. All'entrata dell'hangar però Spike si imbatte in Faye, la quale gli punta la pistola alla testa nel tentativo di fermarlo, ricordandogli che fu lui un tempo a dirle di dimenticare il passato e vivere il presente. L'uomo spiega allora di avere l'occhio destro artificiale: questo impianto, registrando il passato, finisce per rendere il passato stesso indelebile nella sua mente. La ragazza gli rivela allora di aver recuperato la memoria e di aver capito che lui e Jet sono la sua sola famiglia, esortandolo a non andare a morire, al che egli replica che va solo a dimostrare se è ancora vivo o no. Mentre l'uomo si allontana Faye, straziata dal dolore, scarica i colpi della sua pistola a vuoto, per poi abbandonarsi ad un pianto disperato.

### Finale
Grazie all'effetto sorpresa, Spike riesce a irrompere nella base del Red Dragon passando dalla porta principale e, dopo aver ucciso buona parte dei sicari dell'organizzazione, riportando ferite al braccio e all'occhio sinistro, raggiunge l'ultimo piano e la stanza in cui si trova Vicious. Durante la battaglia finale viene ferito da un pugnale alla clavicola sinistra e dalla katana al quadricipite sinistro e al ventre; tuttavia riesce ad uccidere il rivale con un colpo di pistola in pieno petto.
Poco dopo viene raggiunto dagli uomini del Red Dragon che, vedendo la sua impresa e le condizioni in cui versa abbassano le armi contemplandolo con ammirazione. Spike scende le gradinate al centro della stanza e, dopo aver puntato il dito contro gli uomini mimando una pistola, si accascia al suolo privo di sensi.
Nonostante sia opinione comune che Spike sia morto, l'autore, Shinichirō Watanabe, non si è mai sbilanciato sulla possibilità che il personaggio possa essere sopravvissuto, sebbene la storia sia terminata. Un altro fatto è nell'anticipazione dell'ultimo episodio: dove la voce narrante di Spike, rompendo la quarta parete, saluta gli spettatori avvertendoli che forse un giorno il Cowboy Bebop ritornerà.

## Abilità
Spike, nonostante la pigrizia, sa essere estremamente abile come cacciatore, fra le sue abilità si può annoverare un intuito speciale, che gli consente più volte di trovare la pista giusta da seguire mentre dà la caccia a un criminale: fatto che, agli occhi di un profano, potrebbe sembrare dovuto a una fortuna sfacciata. Inoltre è l'unico personaggio che riesce con facilità a comprendere i trucchi con cui Faye bara nei giochi d'azzardo.
Dispone di un'abilità manuale impressionante, che lo rende un abile truffatore, borseggiatore, baro e taccheggiatore, oltre che un illusionista estremamente capace.
Nonostante il fisico magro è dotato di una grande forza fisica, ed è un grande esperto di arti marziali, in particolare nel Jeet Kune Do, cosa che lo rende il miglior combattente nell'equipaggio del Bebop. A causa dell'occhio destro artificiale dispone di una vista molto sviluppata, che gli conferisce una coordinazione mano-occhio molto superiore alla media, ragione per la quale è estremamente abile nell'utilizzo delle armi da fuoco. La sua pistola è una Jericho 941.
Oltre a tutto ciò, è un discreto pilota, sebbene la sua tecnica di volo sia criticata dagli aviatori più esperti.

### Swordfish II
Il velivolo personale di cui si serve Spike è un'astronave Zipcraft simile al Redtail di Faye, lo Swordfish II. Il mezzo è dotato di una velocità incredibile rispetto alle normali vetture Zipcraft ed è dotato di un sistema V/STOL. Quando ammarato le ali verticali si ripiegano verso l'alto, permettendogli di poter entrare anche in spazi molto stretti.
L'equipaggiamento balistico del mezzo consiste in una coppia di mitragliatrici, dei missili e un fucile al plasma posizionato nella parte centrale. Dispone inoltre di un dispositivo che lo rende molto resistente alla pressione atmosferica.
Il mezzo inoltre, venendo puntualmente ammaccato dal pilota per i continui urti violenti, dimostra una grande resistenza agli impatti.

## Nome
Benché il cognome di Spike, "Spiegel", sia un cognome ebreo di origine tedesca/olandese (che vuol dire "specchio"), la sua arma, una Jericho 941, sia di fabbricazione israeliana, e i suoi capelli siano modellati sullo stereotipato stile ebreo, non vi è alcuna indicazione esplicita che il personaggio sia di religione ebraica. I produttori di Cowboy Bebop hanno affermato di aver scelto il nome "Spike Spiegel" semplicemente perché "suonava cool". Si è speculato anche sul fatto che il vero nome del regista e attore statunitense Spike Jonze sia Adam Spiegel, tuttavia in questo caso, è molto probabile che si sia trattato di una coincidenza.

## Accoglienza
Spike Spiegel, fin dall'uscita dell'anime, ha guadagnato subito molta popolarità fra il pubblico e gli appassionati, confermandosi anche oggi, dopo oltre un ventennio, come uno dei personaggi più famosi ed amati del parco dell'animazione nipponica. Spike ha ricevuto il premio Anime Grand Prix della rivista Animage come miglior eroe maschile del 1998, 1999 e 2001, classificandosi rispettivamente al primo posto nelle prime due occasioni e al quinto posto nella terza.